# Polska Liga Hokejowa (2012/2013)
15. sezon Polskiej Ligi Hokejowej był rozgrywany na przełomie 2012 i 2013 roku. Była to 56. edycja rozgrywek o mistrzostwo Polski w hokeju na lodzie. Jednocześnie był to ostatni sezon ekstraligi pod nazwą Polska Liga Hokejowa (PLH). 26 kwietnia 2013 Polski Związek Hokeja na Lodzie powołał spółkę z ograniczoną odpowiedzialnością Polska Hokej Liga (PHL), której celem jest organizacja i zarządzanie ligą zawodową hokeja na lodzie w Polsce.

## Uczestnicy rozgrywek

### Stan po sezonie 2011/2012
Po zakończeniu sezonu 2011/2012 ustalona została ostateczna kolejność w rozgrywkach. Tytuł mistrza Polski wywalczyła drużyna Ciarko PBS Bank KH Sanok. Z ekstraligi został zdegradowany zespół MMKS Podhale Nowy Targ. Z I ligi awans uzyskał zespół HC GKS Katowice.
|   | Ekstraliga PLH po sezonie 2011/2012                                     |
| - | ----------------------------------------------------------------------- |
| 1 | Ciarko PBS Bank KH Sanok – mistrz Polski i zdobywca Pucharu Polski 2011 |
| 2 | ComArch Cracovia                                                        |
| 3 | Aksam Unia Oświęcim                                                     |
| 4 | JKH GKS Jastrzębie                                                      |
| 5 | GKS Tychy                                                               |
| 6 | Zagłębie Sosnowiec                                                      |
| 7 | Nesta Karawela Toruń                                                    |
| 8 | MMKS Podhale Nowy Targ – klub zdegradowany do I ligi 2012/2013          |
| ↑ | HC GKS Katowice – zespół, który awansował z I ligi 2011/2012            |

## Zgłoszenia klubów
Na początku czerwca 2012 roku władze PZHL poinformowały, że do sezonu zgłosiło się osiem uprawnionych teoretycznie drużyn. W terminie do końca czerwca zostały zaplanowane Komisji ds. Licencji Klubowych.
28 czerwca 2012 Komisja ds. Licencji Klubowych PZHL przyznała licencje czterem klubom: JKH GKS Jastrzębie, HC GKS Katowice, GKS Tychy i Comarch Cracovia. Pozostałe kluby miały uzupełnić braki formalne w dokumentacji do 25 lipca 2012 roku. Po wyznaczonym również drugim terminie, 16 sierpnia 2012 roku Komisji PZHL ds. Licencji Klubowych poinformowała, że wszystkie 8 zgłoszonych klubów otrzymało licencje na sezon 2012/2013.

### Informacje o klubach
| Klub                     | Trener              | Asystent                       | Kapitan             | Sponsor strategiczny        | Sponsor techniczny |
| ------------------------ | ------------------- | ------------------------------ | ------------------- | --------------------------- | ------------------ |
| Aksam Unia Oświęcim      | Tomasz Piątek       | Waldemar Klisiak               | Jerzy Gabryś        | Aksam                       |                    |
| Ciarko PBS Bank KH Sanok | Štefan Mikeš        | Marcin Ćwikła                  | Marcin Kolusz       | Ciarko / PBS Bank / Sandeco |                    |
| ComArch Cracovia         | Rudolf Roháček      | Andrzej Pasiut                 | Daniel Laszkiewicz  | Comarch                     |                    |
| GKS Tychy                | Peter Křemen        | Dominik Salamon, Roman Šimíček | Adam Bagiński       | Tyskie                      | Reebok / CCM       |
| HC GKS Katowice          | Jacek Płachta       | Andrzej Nowak                  | Robert Grobarczyk   | TVS, GPW S.A., Newag        |                    |
| JKH GKS Jastrzębie       | Jiří Režnar         | Daniel Czubiński               | Maciej Urbanowicz   | Jastrzębska Spółka Węglowa  |                    |
| Nesta Toruń              | Jaroslav Lehocký    | Tomasz Jaworski                | Przemysław Bomastek | UM Torunia, Nesta           | Reebok / CCM       |
| Zagłębie Sosnowiec       | Krzysztof Podsiadło | –                              |                     | Gmina Sosnowiec             | Reebok             |

Zmiany
1. Pierwotnym kapitanem Zagłębia Sosnowiec był Piotr Sarnik. Pod koniec września przed 8. kolejką rozgrywek zrezygnował z tej funkcji. Jego następcą tymczasowo został Maciej Szewczyk[5].
2. Trenerem Zagłębia Sosnowiec od początku sezonu do 02.10.2011 był Mariusz Kieca. Jego następcą został dotychczasowy asystent, Krzysztof Podsiadło[6]. 2 listopada 2012 roku Mariusz Kieca został zwolniony z funkcji II trenera[7].
3. Klub z Torunia pierwotnie występował pod nazwą sponsorską Nesta Karawela Toruń. Od października 2012 roku klub utracił sponsoring ze strony firmy Karawela[8].
4. 15 października 2012 roku klub z Torunia został wycofany z rozgrywek wskutek problemów finansowych (do tej pory drużyna rozegrała 14 meczów i wyniki tych spotkań zostały zachowane[9])[10][11].
5. 10 listopada 2012 roku trener Sanoka przestał być Słowak, Milan Staš[12]. Jego następcą został Štefan Mikeš[13].
6. Trenerem GKS Tychy od początku sezonu do 11.12.2011 był Ján Vodila. Jego następcą został dotychczasowy asystent, Peter Křemen. Ponadto grającym asystentem został Roman Šimíček[14].

## Lodowiska
Spośród uczestników największym lodowiskiem w Ekstralidze pod względem pojemności jest obiekt Unii Oświęcim, który może pomieścić 5000 widzów. Natomiast najmniejszym lodowiskiem dysponuje GKS Katowice. Wszystkie lodowiska są wyposażone w niezbędne zaplecze oraz spełniają wymogi rozgrywek międzynarodowych.
| Lp. | Miasto           | Klub                     | Hala                          | Adres                                       | Pojemność | Zdjęcie |
| --- | ---------------- | ------------------------ | ----------------------------- | ------------------------------------------- | --------- | ------- |
| 1   | Jastrzębie-Zdrój | JKH GKS Jastrzębie       | Jastor                        | ul. Leśna 1 44-335 Jastrzębie-Zdrój         | 1 986     |         |
| 2   | Kraków           | ComArch Cracovia         | Lodowisko im. A.R.Kowalskiego | ul. Siedleckiego 7 31-538 Kraków            | 2 514     |         |
| 3   | Katowice         | HC GKS Katowice          | Mały Spodek "Satelita"        | al. Wojciecha Korfantego 35 40-951 Katowice | 1 500     |         |
| 4   | Oświęcim         | Aksam Unia Oświęcim      | Hala Lodowa MOSiR             | ul. Chemików 4 32-600 Oświęcim              | 5 000     |         |
| 5   | Sanok            | Ciarko PBS Bank KH Sanok | Arena Sanok                   | ul. Królowej Bony 4 38-500 Sanok            | 3 000     |         |
| 6   | Sosnowiec        | Zagłębie Sosnowiec       | Stadion Zimowy                | ul. Zamkowa 5 41-200 Sosnowiec              | 3 500     | brak    |
| 7   | Toruń            | Nesta Toruń              | Tor-Tor                       | ul. gen. Józefa Bema 23/29 87-100 Toruń     | 2 997     |         |
| 8   | Tychy            | GKS Tychy                | Stadion Zimowy                | ul. gen. Charles de Gaulle'a 2 43-100 Tychy | 2 535     |         |

## Zmiany w regulaminie
W dniu 21 czerwca 2012 roku na posiedzeniu Zarządu Polskiego Związku Hokeja na Lodzie wprowadzono nowe zmiany obowiązującego w sezonie PLH 2012/2013:
- W drużynie może występować sześciu zawodników zagranicznych (dotąd dopuszczonych było trzech obcokrajowców i trzech uznanych za zawodników krajowych po spełnieniu wymogów formalnych). Bramkarz zagraniczny jest liczony jako jeden zawodnik z pola (dotąd "zajmował" niejako dwa miejsca).
- W każdym z zespole podczas meczu musi występować minimum czterech zawodników młodzieżowych.
- Zmiany przynależności klubowej zawodników w sezonie 2012/2013 mogą następować do dnia 31 stycznia 2013 roku (dotąd terminem końcowym był 20 grudnia danego roku w sezonie).
- Kolejki ligowe odbywać się będą w piątki oraz niedziele (oraz także wtorki).
- W odniesieniu do rozliczeń finansowych zespołów z sędziami należności będą uiszczane przez kluby na początku miesiąca ustaloną sumą na konto (dotąd następowało to po meczach).

Od początku października 2012 roku dokonano zmian w regulaminie PZHL. Zgodnie z nimi do limitu zawodników zagranicznych nie będą wliczani gracze, którzy występują w PLH nieprzerwanie od 48 miesięcy (rozwiązanie to przyjęto za wskazówkami Ministerstwa Sportu i Turystyki). Przepis paragrafu #14 w regulaminie Postanowień Wspólnych stanowi: "W każdym meczu w jednej drużynie PLH może występować nie więcej niż sześciu (6) zawodników, którzy nie posiadają licencji wydanej przez PZHL nieprzerwanie od co najmniej 48 miesięcy. Ograniczenie to nie dotyczy zawodników, których pierwsza licencja zawodnicza w hokeju na lodzie została wydana przez PZHL." Wówczas uprawnionymi z tytułu tego przepisu byli: Zoltán Kubát, Josef Vítek (Sanok), Petr Lipina, Miroslav Zaťko (Jastrzębie), Tomáš Jakeš (Tychy), Peter Tabaček (Unia), Petr Valušiak (Unia, Katowice).
W związku z wycofaniem z ligi drużyny z Torunia, w połowie listopada PZHL dokonał zmiany zasad fazy play-off. Będą w niej uczestniczyć wszystkie drużyny PLH:
- Drużyna, która zdobędzie pierwsze miejsce na zakończenie sezonu regularnego uzyskuje automatyczny awans do półfinału play-off.
- Pozostałe drużyny rozgrywają fazę ćwierćfinałową do trzech wygranych meczów według schematu: druga drużyna – siódma drużyna, trzecia drużyna – szósta drużyna, czwarta drużyna – piąta drużyna.
- Gospodarzem pierwszego, drugiego i ewentualnie piątego meczu będzie drużyna, która zajęła wyższe miejsce na zakończenie sezonu regularnego.
- Zwycięzcy par ćwierćfinałowych awansują do półfinałów play-off.
- Drużyny, które odpadną z fazy play-off tworzą grupę 3-zespołową, w której rozgrywają mecz i rewanż systemem „każdy z każdym”.

## Media i transmisje
Prawa transmisyjne do spotkań PLH w sezonie 2012/13 posiada TVP Sport (to siódmy z kolei sezon transmisji PLH w TVP Sport).

## Sezon zasadniczy
Inauguracja sezonu odbyła się 7 września 2012 roku meczem pomiędzy beniaminkiem ligi HC GKS Katowice a aktualnym mistrzem Polski, Ciarko PBS Bank KH Sanok. Sezon zasadniczy składała się 42 kolejek ligowych (sześć rund każdy z każdym - po trzy mecze na własnym obiekcie i trzy spotkania wyjazdowe). W trakcie rundy zasadniczej doszło do nieoczekiwanego wycofania z rozgrywek zespół z Torunia, który rozegrał jedynie 13 meczów. W związku z tym w każdej następnej kolejce jedna z drużyn przymusowo pauzowała. Faza zasadnicza trwała do 24 lutego 2013 roku.
W czasie trwania rundy zasadniczej zostały wyznaczone przerwy: 26.10–20.11.2012, 07.–21.12.2012, 23.12.2012–06.01.2013, 01-15.02.2013. Pierwsza pauza była związana z przygotowaniami i występem reprezentacji Polski w Kwalifikacjach do Zimowych Igrzysk Olimpijskich 2014 (Kijów, 08–11.11.2012). Następnie w dniach 16–18.11.2012 odbyły się ćwierćfinały Pucharu Polski 2012/2013. Tuż po tej przerwie aktualny mistrz Polski Ciarko PBS Bank KH Sanok wziął udział w III rundzie Pucharu Kontynentalnego 2012/2013 (Stavanger, 23–25.11.2012). W związku z tym drużyna z Sanoka wcześniej rozegrała trzy spotkania ligowe awansem. Drugą przerwę ustalono w związku ze zgrupowaniem i uczestnictwem reprezentacji Polski w turnieju EIHC (Miercurea-Ciuc, 13–15.12.2012). Trzecia przerwa jest zaplanowana z uwagi na okres świąteczno-noworoczny oraz turniej finałowy Pucharu Polski w dniach 28-29.12.2012 w Sanoku. Czwarta przerwa w dniach 01-15.02.2013 była spowodowana turniejem Euro Ice Hockey Challenge (Tychy, 07–09.02.2013).

### Terminarz i wyniki
|  |  | 1. KOLEJKA |  |
|  |  | ---------- |  |

| 07.09.2012 | ComArch Cracovia         | 4:0 (1:0, 2:0, 1:0)                    | Nesta Karawela Toruń     |
| 07.09.2012 | Aksam Unia Oświęcim      | 4:1 (1:1, 2:0, 1:0)                    | Zagłębie Sosnowiec       |
| 07.09.2012 | HC GKS Katowice          | 5:4 k. (1:0, 2:1, 1:3, d. 0:0, k. 2:0) | Ciarko PBS Bank KH Sanok |
| 07.09.2012 | JKH GKS Jastrzębie       | 1:5 (0:1, 0:1, 1:3)                    | GKS Tychy                |
|            |                          | 2. KOLEJKA                             |                          |
| 09.09.2012 | Zagłębie Sosnowiec       | 1:4 (1:0, 0:2, 0:2)                    | JKH GKS Jastrzębie       |
| 09.09.2012 | Nesta Karawela Toruń     | 1:4 (0:1, 1:1, 0:2)                    | Aksam Unia Oświęcim      |
| 09.09.2012 | GKS Tychy                | 5:4 (2:2, 2:2, 1:0)                    | HC GKS Katowice          |
| 09.09.2012 | Ciarko PBS Bank KH Sanok | 4:3 (2:0, 1:0, 1:3)                    | ComArch Cracovia         |
|            |                          | 3. KOLEJKA                             |                          |
| 14.09.2012 | ComArch Cracovia         | 5:2 (1:0, 3:2, 1:0)                    | HC GKS Katowice          |
| 14.09.2012 | Aksam Unia Oświęcim      | 2:8 (0:1, 2:4, 0:3)                    | Ciarko PBS Bank KH Sanok |
| 14.09.2012 | GKS Tychy                | 4:3 k. (3:1, 0:2, 0:0, d. 0:0, k. 1:0) | Zagłębie Sosnowiec       |
| 14.09.2012 | JKH GKS Jastrzębie       | 3:1 (1:1, 0:0, 2:0)                    | Nesta Karawela Toruń     |
|            |                          | 4. KOLEJKA                             |                          |
| 16.09.2012 | HC GKS Katowice          | 6:1 (2:0, 1:1, 3:0)                    | Zagłębie Sosnowiec       |
| 16.09.2012 | Ciarko PBS Bank KH Sanok | 5:6 (1:2, 1:1, 3:3)                    | JKH GKS Jastrzębie       |
| 16.09.2012 | ComArch Cracovia         | 8:0 (2:0, 3:0, 3:0)                    | Aksam Unia Oświęcim      |
| 16.09.2012 | Nesta Karawela Toruń     | 0:5 (0:2, 0:2, 0:1)                    | GKS Tychy                |
|            |                          | 5. KOLEJKA                             |                          |
| 18.09.2012 | Aksam Unia Oświęcim      | 2:8 (1:2, 0:5, 1:1)                    | HC GKS Katowice          |
| 18.09.2012 | Zagłębie Sosnowiec       | 6:3 (2:0, 2:1, 2:2)                    | Nesta Karawela Toruń     |
| 18.09.2012 | GKS Tychy                | 0:2 (0:1, 0:0, 0:1)                    | Ciarko PBS Bank KH Sanok |
| 18.09.2012 | JKH GKS Jastrzębie       | 5:1 (2:1, 2:0, 1:0)                    | ComArch Cracovia         |
|            |                          | 6. KOLEJKA                             |                          |
| 21.09.2012 | HC GKS Katowice          | 5:1 (2:0, 0:1, 3:0)                    | Nesta Karawela Toruń     |
| 21.09.2012 | Ciarko PBS Bank KH Sanok | 5:2 (3:0, 1:0, 1:2)                    | Zagłębie Sosnowiec       |
| 21.09.2012 | ComArch Cracovia         | 2:1 (0:0, 0:1, 2:0)                    | GKS Tychy                |
| 21.09.2012 | Aksam Unia Oświęcim      | 2:3 (1:1, 1:0, 0:2)                    | JKH GKS Jastrzębie       |
|            |                          | 7. KOLEJKA                             |                          |
| 23.09.2012 | Zagłębie Sosnowiec       | 3:4 d. (2:1, 1:1, 0:1, d. 0:1)         | ComArch Cracovia         |
| 23.09.2012 | JKH GKS Jastrzębie       | 3:2 (1:0, 0:1, 2:1)                    | HC GKS Katowice          |
| 23.09.2012 | GKS Tychy                | 8:7 (0:0, 3:4, 5:3)                    | Aksam Unia Oświęcim      |
| 23.09.2012 | Nesta Karawela Toruń     | 2:9 (1:4, 1:1, 0:4)                    | Ciarko PBS Bank KH Sanok |
|            |                          | 8. KOLEJKA                             |                          |
| 28.09.2012 | Ciarko PBS Bank KH Sanok | 4:3 (1:2, 1:1, 2:0)                    | HC GKS Katowice          |
| 28.09.2012 | Nesta Karawela Toruń     | 3:9 (0:4, 0:1, 3:4)                    | ComArch Cracovia         |
| 28.09.2012 | Zagłębie Sosnowiec       | 3:6 (2:3, 0:1, 1:2)                    | Aksam Unia Oświęcim      |
| 28.09.2012 | GKS Tychy                | 3:2 d. (0:1, 0:0, 2:1, d. 1:0)         | JKH GKS Jastrzębie       |
|            |                          | 9. KOLEJKA                             |                          |
| 30.09.2012 | Aksam Unia Oświęcim      | 4:3 (1:1, 2:1, 1:1)                    | Nesta Karawela Toruń     |
| 30.09.2012 | HC GKS Katowice          | 5:2 (0:0, 1:1, 4:1)                    | GKS Tychy                |
| 30.09.2012 | JKH GKS Jastrzębie       | 12:1 (2:0, 5:0, 5:1)                   | Zagłębie Sosnowiec       |
| 30.09.2012 | ComArch Cracovia         | 5:6 d. (1:3, 3:1, 1:1, d. 0:1)         | Ciarko PBS Bank KH Sanok |
|            |                          | 10. KOLEJKA                            |                          |
| 02.10.2012 | HC GKS Katowice          | 1:4 (1:3, 0:0, 0:1)                    | ComArch Cracovia         |
| 02.10.2012 | Ciarko PBS Bank KH Sanok | 3:2 k. (0:0, 0:1, 2:1, d. 0:0, k. 1:0) | Aksam Unia Oświęcim      |
| 02.10.2012 | Nesta Karawela Toruń     | 2:3 (1:0, 1:1, 0:2)                    | JKH GKS Jastrzębie       |
| 02.10.2012 | Zagłębie Sosnowiec       | 1:2 (0:2, 0:0, 1:0)                    | GKS Tychy                |
|            |                          | 11. KOLEJKA                            |                          |
| 05.10.2012 | Zagłębie Sosnowiec       | 4:2 (1:1, 2:0, 1:1)                    | HC GKS Katowice          |
| 05.10.2012 | JKH GKS Jastrzębie       | 3:4 (1:1, 1:2, 1:1)                    | Ciarko PBS Bank KH Sanok |
| 05.10.2012 | Aksam Unia Oświęcim      | 4:3 (1:3, 0:0, 3:0)                    | ComArch Cracovia         |
| 05.10.2012 | GKS Tychy                | 4:0 ((2:0, 1:0, 1:0)                   | Nesta Karawela Toruń     |
|            |                          | 12. KOLEJKA                            |                          |
| 07.10.2012 | HC GKS Katowice          | 3:2 k. (0:0, 1:0, 1:2, d. 0:0, k. 2:0) | Aksam Unia Oświęcim      |
| 07.10.2012 | Nesta Karawela Toruń     | 5:4 k. (2:1, 1:1, 1:2, d. 0:0, k. 3:2) | Zagłębie Sosnowiec       |
| 07.10.2012 | Ciarko PBS Bank KH Sanok | 5:2 (1:1, 3:0, 1:1)                    | GKS Tychy                |
| 07.10.2012 | ComArch Cracovia         | 5:2 (0:1, 2:0, 3:1)                    | JKH GKS Jastrzębie       |
|            |                          | 13. KOLEJKA                            |                          |
| 12.10.2012 | Zagłębie Sosnowiec       | 2:3 (2:0, 0:0, 0:3)                    | Ciarko PBS Bank KH Sanok |
| 12.10.2012 | GKS Tychy                | 4:1 (1:0, 0:1, 3:0)                    | ComArch Cracovia         |
| 12.10.2012 | JKH GKS Jastrzębie       | 5:1 (1:0, 1:0, 3:1)                    | Aksam Unia Oświęcim      |
| 12.10.2012 | Nesta Karawela Toruń     | 3:2 (2:1, 0:0, 1:1)                    | HC GKS Katowice          |
|            |                          | 14. KOLEJKA                            |                          |
| 14.10.2012 | HC GKS Katowice          | 2:3 (2:0, 0:0, 0:3)                    | JKH GKS Jastrzębie       |
| 14.10.2012 | Aksam Unia Oświęcim      | 1:5 (0:2, 0:1, 1:2)                    | GKS Tychy                |
| 14.10.2012 | Ciarko PBS Bank KH Sanok | 5:0 (walkower)                         | Nesta Karawela Toruń     |
| 14.10.2012 | ComArch Cracovia         | 11:2 (3:0, 1:2, 7:0)                   | Zagłębie Sosnowiec       |
|            |                          | 15. KOLEJKA                            |                          |
| 16.10.2012 | JKH GKS Jastrzębie       | 0:5 (0:2, 0:2, 0:1)                    | GKS Tychy                |
| 16.10.2012 | Aksam Unia Oświęcim      | 6:0 (0:0, 4:0, 2:0)                    | Zagłębie Sosnowiec       |
| 16.10.2012 | HC GKS Katowice          | 2:3 (1:1, 1:2, 0:0)                    | Ciarko PBS Bank KH Sanok |
| 16.10.2012 | ComArch Cracovia         | –                                      | pauzuje                  |
|            |                          | 16. KOLEJKA                            |                          |
| 19.10.2012 | Ciarko PBS Bank KH Sanok | 2:0 (0:2, 0:2, 0:1)                    | ComArch Cracovia         |
| 19.10.2012 | GKS Tychy                | 5:1 (1:0, 2:1, 2:0)                    | HC GKS Katowice          |
| 19.10.2012 | Zagłębie Sosnowiec       | 1:6 (1:2, 0:1, 0:3)                    | JKH GKS Jastrzębie       |
| 19.10.2012 | Aksam Unia Oświęcim      | –                                      | pauzuje                  |
|            |                          | 17. KOLEJKA                            |                          |
| 21.10.2012 | Aksam Unia Oświęcim      | 4:2 (1:0, 2:2, 1:0)                    | Ciarko PBS Bank KH Sanok |
| 21.10.2012 | GKS Tychy                | 8:4 (2:1, 2:0, 4:3)                    | Zagłębie Sosnowiec       |
| 21.10.2012 | ComArch Cracovia         | 4:2 (0:0, 2:1, 2:1)                    | HC GKS Katowice          |
| 21.10.2012 | JKH GKS Jastrzębie       | –                                      | pauzuje                  |
|            |                          | 18. KOLEJKA                            |                          |
| 23.10.2012 | Ciarko PBS Bank KH Sanok | 5:1 (3:0, 0:0, 2:1)                    | JKH GKS Jastrzębie       |
| 23.10.2012 | ComArch Cracovia         | 6:2 (1:0, 2:2, 3:0)                    | Aksam Unia Oświęcim      |
| 23.10.2012 | HC GKS Katowice          | 8:4 (2:1, 2:0, 4:3)                    | Zagłębie Sosnowiec       |
| 23.10.2012 | GKS Tychy                | –                                      | pauzuje                  |
|            |                          | 19. KOLEJKA                            |                          |
| 26.10.2012 | JKH GKS Jastrzębie       | 5:2 (3:2, 2:0, 0:0)                    | ComArch Cracovia         |
| 26.10.2012 | Aksam Unia Oświęcim      | 3:1 (2:1, 1:0, 0:0)                    | HC GKS Katowice          |
| 26.10.2012 | GKS Tychy                | 3:5 (1:0, 1:1, 1:4)                    | Ciarko PBS Bank KH Sanok |
| 26.10.2012 | Zagłębie Sosnowiec       | –                                      | pauzuje                  |
|            |                          | 20. KOLEJKA                            |                          |
| 11.09.2012 | Ciarko PBS Bank KH Sanok | 3:1 (1:0, 1:0, 1:1)                    | Zagłębie Sosnowiec       |
| 20.11.2012 | ComArch Cracovia         | 4:2 (1:0, 2:2, 1:0)                    | GKS Tychy                |
| 20.11.2012 | Aksam Unia Oświęcim      | 2:1 (0:0, 2:1, 0:0)                    | JKH GKS Jastrzębie       |
| 20.11.2012 | HC GKS Katowice          | –                                      | pauzuje                  |
|            |                          | 21. KOLEJKA                            |                          |
| 23.11.2012 | Zagłębie Sosnowiec       | 7:4 (1:2, 2:2, 4:0)                    | ComArch Cracovia         |
| 23.11.2012 | JKH GKS Jastrzębie       | 4:3 (1:0, 2:1, 1:2)                    | HC GKS Katowice          |
| 23.11.2012 | GKS Tychy                | 6:1 (1:1, 2:0, 3:0)                    | Aksam Unia Oświęcim      |
| 23.11.2012 | pauzuje                  | –                                      | Ciarko PBS Bank KH Sanok |

|  |  | 22. KOLEJKA |  |
|  |  | ----------- |  |

| 09.10.2012 | Ciarko PBS Bank KH Sanok | 5:1 (0:0, 3:0, 2:1)                    | HC GKS Katowice          |
| 25.11.2012 | pauzuje                  | –                                      | ComArch Cracovia         |
| 25.11.2012 | Zagłębie Sosnowiec       | 2:7 (1:2, 0:2, 1:3)                    | Aksam Unia Oświęcim      |
| 25.11.2012 | GKS Tychy                | 4:7 (2:2, 0:4, 2:1)                    | JKH GKS Jastrzębie       |
|            |                          | 23. KOLEJKA                            |                          |
| 27.11.2012 | Aksam Unia Oświęcim      | –                                      | pauzuje                  |
| 27.11.2012 | HC GKS Katowice          | 4:1 (1:0, 2:0, 1:1)                    | GKS Tychy                |
| 27.11.2012 | JKH GKS Jastrzębie       | 11:1 (4:1, 3:0, 4:0)                   | Zagłębie Sosnowiec       |
| 27.11.2012 | ComArch Cracovia         | 2:3 (0:1, 1:2, 1:0)                    | Ciarko PBS Bank KH Sanok |
|            |                          | 24. KOLEJKA                            |                          |
| 30.11.2012 | HC GKS Katowice          | 3:2 (1:0, 1:1, 1:1)                    | ComArch Cracovia         |
| 30.11.2012 | Ciarko PBS Bank KH Sanok | 6:0 (1:0, 3:0, 2:0)                    | Aksam Unia Oświęcim      |
| 30.11.2012 | pauzuje                  | –                                      | JKH GKS Jastrzębie       |
| 30.11.2012 | Zagłębie Sosnowiec       | 3:4 (2:1, 0:1, 1:2)                    | GKS Tychy                |
|            |                          | 25. KOLEJKA                            |                          |
| 02.12.2012 | Zagłębie Sosnowiec       | 1:2 (0:0, 0:1, 1:1)                    | HC GKS Katowice          |
| 02.12.2012 | JKH GKS Jastrzębie       | 2:8 (0:1, 1:6, 1:1)                    | Ciarko PBS Bank KH Sanok |
| 02.12.2012 | Aksam Unia Oświęcim      | 4:2 (1:2, 1:0, 2:0)                    | ComArch Cracovia         |
| 02.12.2012 | GKS Tychy                | –                                      | pauzuje                  |
|            |                          | 26. KOLEJKA                            |                          |
| 04.12.2012 | HC GKS Katowice          | 3:2 k. (2:0, 0:2, 0:0, d. 0:0, k. 1:0) | Aksam Unia Oświęcim      |
| 04.12.2012 | Nesta Karawela Toruń     | –                                      | pauzuje                  |
| 04.12.2012 | Ciarko PBS Bank KH Sanok | 5:4 (2:1, 2:1, 1:2)                    | GKS Tychy                |
| 04.12.2012 | ComArch Cracovia         | 5:2 (1:1, 4:0, 0:1)                    | JKH GKS Jastrzębie       |
|            |                          | 27. KOLEJKA                            |                          |
| 07.12.2012 | Zagłębie Sosnowiec       | 3:6 (2:1, 0:3, 1:2)                    | Ciarko PBS Bank KH Sanok |
| 07.12.2012 | GKS Tychy                | 8:5 (4:0, 2:1, 2:4)                    | ComArch Cracovia         |
| 07.12.2012 | Aksam Unia Oświęcim      | 0:3 (0:1, 0:1, 0:1)                    | JKH GKS Jastrzębie       |
| 07.12.2012 | pauzuje                  | –                                      | HC GKS Katowice          |
|            |                          | 28. KOLEJKA                            |                          |
| 21.12.2012 | HC GKS Katowice          | 4:1 (1:0, 1:1, 2:0)                    | JKH GKS Jastrzębie       |
| 21.12.2012 | Aksam Unia Oświęcim      | 4:6 (2:2, 0:1, 2:3)                    | GKS Tychy                |
| 21.12.2012 | Ciarko PBS Bank KH Sanok | –                                      | pauzuje                  |
| 21.12.2012 | ComArch Cracovia         | 6:1 (1:1, 3:0, 2:0)                    | Zagłębie Sosnowiec       |
|            |                          | 29. KOLEJKA                            |                          |
| 23.12.2012 | JKH GKS Jastrzębie       | 4:3 k. (2:1, 1:1, 0:1, d. 0:0, k. 1:0) | GKS Tychy                |
| 23.12.2012 | Aksam Unia Oświęcim      | 6:3 (1:1, 3:1, 2:1)                    | Zagłębie Sosnowiec       |
| 23.12.2012 | HC GKS Katowice          | 6:4 (4:2, 1:2, 1:0)                    | Ciarko PBS Bank KH Sanok |
| 23.12.2012 | ComArch Cracovia         | –                                      | pauzuje                  |
|            |                          | 30. KOLEJKA                            |                          |
| 04.01.2013 | Ciarko PBS Bank KH Sanok | 6:3 (2:1, 2:1, 2:1)                    | ComArch Cracovia         |
| 04.01.2013 | GKS Tychy                | 5:2 (1:1, 2:1, 2:0)                    | HC GKS Katowice          |
| 04.01.2013 | Zagłębie Sosnowiec       | 3:8 (0:2, 2:4, 1:2)                    | JKH GKS Jastrzębie       |
| 04.01.2013 | Aksam Unia Oświęcim      | –                                      | pauzuje                  |
|            |                          | 31. KOLEJKA                            |                          |
| 06.01.2013 | Aksam Unia Oświęcim      | 6:2 (2:1, 2:0, 2:1)                    | Ciarko PBS Bank KH Sanok |
| 06.01.2013 | GKS Tychy                | 12:1 (5:0, 3:1, 4:0)                   | Zagłębie Sosnowiec       |
| 06.01.2013 | ComArch Cracovia         | 3:2 k. (1:1, 1:1, d. 0:0, k. 1:0)      | HC GKS Katowice          |
| 06.01.2013 | JKH GKS Jastrzębie       | –                                      | pauzuje                  |
|            |                          | 32. KOLEJKA                            |                          |
| 08.01.2013 | Ciarko PBS Bank KH Sanok | 5:2 (1:1, 1:0, 3:1)                    | JKH GKS Jastrzębie       |
| 08.01.2013 | ComArch Cracovia         | 5:4 (1:0, 3:1, 1:3)                    | Aksam Unia Oświęcim      |
| 08.01.2013 | HC GKS Katowice          | 9:1 (2:0, 3:1, 4:0)                    | Zagłębie Sosnowiec       |
| 08.01.2013 | GKS Tychy                | –                                      | pauzuje                  |
|            |                          | 33. KOLEJKA                            |                          |
| 11.01.2013 | JKH GKS Jastrzębie       | 3:2 k. (1:0, 1:0, 0:2, d. 0:0, k. 1:0) | ComArch Cracovia         |
| 11.01.2013 | Aksam Unia Oświęcim      | 5:3 (2:1, 1:0, 2:2)                    | HC GKS Katowice          |
| 11.01.2013 | GKS Tychy                | 4:3 k. (1:2, 0:0, 2:1, d. 0:0, k. 1:0) | Ciarko PBS Bank KH Sanok |
| 11.01.2013 | Zagłębie Sosnowiec       | –                                      | pauzuje                  |
|            |                          | 34. KOLEJKA                            |                          |
| 13.01.2013 | Ciarko PBS Bank KH Sanok | 3:1 (0:0, 0:0, 3:1)                    | Zagłębie Sosnowiec       |
| 13.01.2013 | ComArch Cracovia         | 2:5 (2:1, 0:2, 0:2)                    | GKS Tychy                |
| 13.01.2013 | JKH GKS Jastrzębie       | 3:2 d. (0:0, 2:1, 0:1, d. 1:0)         | Aksam Unia Oświęcim      |
| 13.01.2013 | HC GKS Katowice          | –                                      | pauzuje                  |
|            |                          | 35. KOLEJKA                            |                          |
| 18.01.2013 | Zagłębie Sosnowiec       | 1:9 (0:2, 0:4, 1:3)                    | ComArch Cracovia         |
| 18.01.2013 | JKH GKS Jastrzębie       | 4:2 (2:0, 1:1, 1:1)                    | HC GKS Katowice          |
| 18.01.2013 | GKS Tychy                | 4:1 (0:0, 2:0, 2:1)                    | Aksam Unia Oświęcim      |
| 18.01.2013 | pauzuje                  | –                                      | Ciarko PBS Bank KH Sanok |
|            |                          | 36. KOLEJKA                            |                          |
| 20.01.2013 | Ciarko PBS Bank KH Sanok | 2:4 (1:2, 1:2, 0:0)                    | HC GKS Katowice          |
| 20.01.2013 | pauzuje                  | –                                      | ComArch Cracovia         |
| 20.01.2013 | Zagłębie Sosnowiec       | 3:5 (1:0, 2:4, 0:1)                    | Aksam Unia Oświęcim      |
| 20.01.2013 | GKS Tychy                | 4:3 k. (2:1, 1:1, 0:1, d. 0:0, k. 2:1) | JKH GKS Jastrzębie       |
|            |                          | 37. KOLEJKA                            |                          |
| 25.01.2013 | Aksam Unia Oświęcim      | –                                      | pauzuje                  |
| 25.01.2013 | HC GKS Katowice          | 5:3 (1:2, 3:1, 1:0)                    | GKS Tychy                |
| 25.01.2013 | JKH GKS Jastrzębie       | 14:2 (6:0, 2:1, 6:1)                   | Zagłębie Sosnowiec       |
| 25.01.2013 | ComArch Cracovia         | 2:3 (0:2, 0:1, 2:0)                    | Ciarko PBS Bank KH Sanok |
|            |                          | 38. KOLEJKA                            |                          |
| 27.01.2013 | HC GKS Katowice          | 4:3 (0:2, 4:1, 0:0)                    | ComArch Cracovia         |
| 27.01.2013 | Ciarko PBS Bank KH Sanok | 4:2 (1:0, 2:0, 1:2)                    | Aksam Unia Oświęcim      |
| 27.01.2013 | pauzuje                  | –                                      | JKH GKS Jastrzębie       |
| 27.01.2013 | Zagłębie Sosnowiec       | 0:3 (0:1, 0:0, 0:2)                    | GKS Tychy                |
|            |                          | 39. KOLEJKA                            |                          |
| 29.01.2013 | Zagłębie Sosnowiec       | 5:6 (1:1, 2:1, 2:4)                    | HC GKS Katowice          |
| 29.01.2013 | JKH GKS Jastrzębie       | 4:1 (1:0, 1:1, 2:0)                    | Ciarko PBS Bank KH Sanok |
| 29.01.2013 | Aksam Unia Oświęcim      | 0:1 (0:0, 0:1, 0:0)                    | ComArch Cracovia         |
| 29.01.2013 | GKS Tychy                | –                                      | pauzuje                  |
|            |                          | 40. KOLEJKA                            |                          |
| 01.02.2013 | HC GKS Katowice          | 8:2 (3:0, 2:0, 3:2)                    | Aksam Unia Oświęcim      |
| 01.02.2013 | Nesta Karawela Toruń     | –                                      | pauzuje                  |
| 01.02.2013 | Ciarko PBS Bank KH Sanok | 3:2 (0:2, 1:0, 2:0)                    | GKS Tychy                |
| 01.02.2013 | ComArch Cracovia         | 3:7 (2:3, 1:3, 0:1)                    | JKH GKS Jastrzębie       |
|            |                          | 41. KOLEJKA                            |                          |
| 15.02.2013 | Zagłębie Sosnowiec       | 3:5 (1:3, 1:0, 1:2)                    | Ciarko PBS Bank KH Sanok |
| 15.02.2013 | GKS Tychy                | 3:4 (0:0, 1:2, 2:2)                    | ComArch Cracovia         |
| 15.02.2013 | JKH GKS Jastrzębie       | 4:3 k. (0:1, 0:1, 3:1, d. 0:0, k. 3:1) | Aksam Unia Oświęcim      |
| 15.02.2013 | pauzuje                  | –                                      | HC GKS Katowice          |
|            |                          | 42. KOLEJKA                            |                          |
| 17.02.2013 | HC GKS Katowice          | 3:2 (1:0, 0:2, 2:0)                    | JKH GKS Jastrzębie       |
| 17.02.2013 | Aksam Unia Oświęcim      | 3:1 (1:0, 1:0, 1:1)                    | GKS Tychy                |
| 17.02.2013 | Ciarko PBS Bank KH Sanok | –                                      | pauzuje                  |
| 17.02.2013 | ComArch Cracovia         | 9:4 (4:1, 2:1, 3:2)                    | Zagłębie Sosnowiec       |

### Tabela sezonu zasadniczego
Tabela zaktualizowana na dzień na dzień 19 lutego 2013 roku po zakończeniu sezonu zasadniczego.
| Msc. | Zespół                   | M  | Pkt | W  | WPD | WPK | PPD | PPK | P  | G + | G - | +/-  |
| ---- | ------------------------ | -- | --- | -- | --- | --- | --- | --- | -- | --- | --- | ---- |
| 1    | Ciarko PBS Bank KH Sanok | 38 | 90  | 28 | 2   | 1   | 0   | 2   | 6  | 161 | 99  | +62  |
| 2    | JKH GKS Jastrzębie       | 38 | 73  | 21 | 1   | 3   | 1   | 1   | 11 | 157 | 106 | +51  |
| 3    | GKS Tychy                | 38 | 69  | 20 | 1   | 3   | 0   | 1   | 13 | 155 | 108 | +47  |
| 4    | ComArch Cracovia         | 38 | 60  | 18 | 1   | 1   | 1   | 1   | 16 | 153 | 120 | +33  |
| 5    | HC GKS Katowice          | 38 | 58  | 17 | 0   | 3   | 0   | 1   | 17 | 133 | 115 | +18  |
| 6    | Aksam Unia Oświęcim      | 38 | 53  | 16 | 0   | 0   | 1   | 4   | 17 | 115 | 141 | -26  |
| 7    | Zagłębie Sosnowiec       | 38 | 12  | 3  | 0   | 0   | 1   | 2   | 32 | 86  | 228 | -142 |
| 8    | Nesta Karawela Toruń     | 14 | 5   | 1  | 0   | 1   | 0   | 0   | 12 | 24  | 67  | -43  |

Legenda:

Msc. = lokata w tabeli, M = liczba rozegranych spotkań, Pkt = Liczba zdobytych punktów, W = Liczba meczów wygranych, WPD = Liczba meczów wygranych po dogrywce, WPK = Liczba meczów wygranych po karnych, PPD = Liczba meczów przegranych po dogrywce, PPK = Liczba meczów przegranych po karnych, P = Liczba meczów przegranych, G+ = Gole strzelone, G- = Gole stracone, +/- = Bilans bramkowy

      = Drużyna uczestnicząca w fazie play-off od półfinału       = Drużyna uczestnicząca w fazie play-off od ćwierćfinału      = Drużyna wycofała się z rozgrywek

### Statystyki sezonu zasadniczego
Statystyki zaktualizowane na dzień 19 lutego 2013 roku po zakończeniu sezonu zasadniczego.
Zawodnicy z pola łącznie
| Msc. | Gole                          | Gole | Asysty                   | Asysty | Punkty                        | Punkty |
| ---- | ----------------------------- | ---- | ------------------------ | ------ | ----------------------------- | ------ |
| 1    | Mikołaj Łopuski (Tychy)       | 26   | Patrik Valčák (Cracovia) | 41     | Patrik Valčák (Cracovia)      | 56     |
| 2    | Richard Král (JKH)            | 26   | Jarosław Różański (Unia) | 32     | Richard Král (JKH)            | 53     |
| 3    | Mateusz Danieluk (JKH)        | 25   | Martin Vozdecký (Sanok)  | 30     | Leszek Laszkiewicz (Cracovia) | 48     |
| 4    | Leszek Laszkiewicz (Cracovia) | 23   | Roman Šimíček (Tychy)    | 28     | Jarosław Różański (Unia)      | 48     |
| 5    | Maciej Urbanowicz (JKH)       | 25   | Richard Král (JKH)       | 27     | Mateusz Danieluk (JKH)        | 47     |

Obrońcy
| Msc. | Gole                       | Gole | Asysty                   | Asysty | Punkty                   | Punkty |
| ---- | -------------------------- | ---- | ------------------------ | ------ | ------------------------ | ------ |
| 1    | Pavel Mojžíš (Sanok)       | 17   | Miroslav Zaťko (Unia)    | 25     | Miroslav Zaťko (Unia)    | 37     |
| 2    | Miroslav Zaťko (Unia)      | 12   | Nicolas Besch (Cracovia) | 19     | Pavel Mojžíš (Sanok)     | 32     |
| 3    | Jamie Milam (Katowice)     | 7    | Marian Csorich (Tychy)   | 19     | Nicolas Besch (Cracovia) | 26     |
| 4    | Rafał Cychowski (Zagłębie) | 7    | Paweł Dronia (Sanok)     | 19     | Paweł Dronia (Sanok)     | 25     |
| 5    | Nicolas Besch (Cracovia)   | 7    | Angel Nikolov (Unia)     | 15     | Marian Csorich (Tychy)   | 20     |

Pozostałe
| Msc. | +/-                           | +/- | Gole wygrywające mecz     | Gole wygrywające mecz | Minuty kar                                    | Minuty kar |
| ---- | ----------------------------- | --- | ------------------------- | --------------------- | --------------------------------------------- | ---------- |
| 1    | Peter Bartoš (Sanok)          | +30 | Richard Král (JKH)        | 6                     | Craig Cescon (Katowice)                       | 134        |
| 2    | Paweł Dronia (Sanok)          | +29 | Nick Sucharski (Katowice) | 5                     | Patrik Valčák (Cracovia)                      | 91         |
| 3    | Leszek Laszkiewicz (Cracovia) | +28 |                           |                       | Martin Dudáš (Cracovia)                       | 84         |
| 4    | Pavel Mojžíš (Sanok)          | +27 |                           |                       | Jakub Jaskólski (Zagłębie)                    | 77         |
| 5    | Marcin Kolusz (Sanok)         | +27 |                           |                       | Miroslav Zaťko (Unia) Josef Fojtík (Cracovia) | 73         |

Bramkarze
- Pierwsze miejsce w klasyfikacji skuteczności interwencji –  Zane Kalemba (Katowice): 91,9%
- Pierwsze miejsce w klasyfikacji średniej goli straconych na mecz –  Ramón Sopko (JKH): 2,21
- Pierwsze miejsce w klasyfikacji liczby meczów bez straty gola –  Rafał Radziszewski (Cracovia) i  Przemysław Odrobny (Sanok): 3 mecze
- Klasyfikacja kanadyjska bramkarzy –  Zane Kalemba (Katowice) i  Przemysław Odrobny (Sanok): 3 punkty (obaj uzyskali po 3 asysty)

Legenda:

+/- = klasyfikacja punktująca zawodników przebywających na lodzie w momencie padającego gola; punkt dodatni uzyskuje zawodnik, będący na lodzie w chwili zdobycia gola przez jego drużynę, punkt ujemny otrzymuje gracz będący na lodzie w chwili utracenia gola przez jego drużynę
Gole wygrywające mecz = gol zdobyty jako ostatni przez drużynę wygrywającą mecz przy wyniku korzystniejszym o jedną bramkę (np. drugi gol przy wyniku 2:1) lub gol zdobyty przez drużynę wygrywającą przewyższający liczbę bramek przeciwnika o jeden (np. czwarta bramka przy wyniku 6:3)

## Faza play-off
Runda play-off rozpoczęła się 19 lutego, a zakończyła 29 marca 2013 roku. O tytuł Mistrza Polski rywalizowały zespoły, które w rundzie zasadniczej zajęły miejsca 1-7. Drużyna, która zajęła pierwsze miejsce (Sanok), nie uczestniczyła w pierwszej rundzie ćwierćfinałowej i do rywalizacji przystąpiła od półfinałów. Tym samym w 1/4 finału wystąpiły kluby, które zajęły miejsca 2-7. W myśl formuły pucharowej zestawiono pary zespołów z miejsce 2-7, 3-6, 4-5. Rywalizacja w tej fazie toczyła się do trzech zwycięstw w terminach 19.02, 20.02, 23.02. i 24.02. Runda półfinałowa była toczona do czterech zwycięstw w terminach 02.03., 05.03., 06.03., 09.03., 10.03. i 12.03. Rywalizacja o medale była toczona w różnej formule. Walka o trzecie miejsce toczyła się do trzech zwycięstw, a mecze odbyły się w dniach 17.03, 18.03, 21.03. i 22.03. Rywalizacja o mistrzostwo była toczona do czterech wygranych spotkań, a terminy wyznaczono na dni 17.03, 20.03, 21.03, 24.03, 25.03, 27.03 i 29.03. W walce o złoty medal mistrzostw Polski doszło do bezprecedensowego wydarzenia, którego dokonali zawodnicy drużyny JKH GKS. Zespół z Jastrzębia przegrywając rywalizację już 0:3 w meczach, wygrał trzy następne spotkania i doprowadził do wyrównania stanu 3:3. Był to pierwszy taki przypadek w 30-letniej historii finałów play-off polskiej ligi.
W fazie play-off sezonu, decyzją Zarządu PZHL, mecze będą prowadzone przez dwóch sędziów głównych i dwóch liniowych (w sezonie zasadniczym jeden sędzia główny i dwóch liniowych).
|  | Ćwierćfinały | Ćwierćfinały             | Ćwierćfinały | Ćwierćfinały | Ćwierćfinały | Ćwierćfinały | Ćwierćfinały |  |  | Runda półfinałowa           | Runda półfinałowa           | Runda półfinałowa           | Runda półfinałowa           | Runda półfinałowa           | Runda półfinałowa           | Runda półfinałowa           | Runda półfinałowa           | Runda półfinałowa           | Runda półfinałowa           |  |  |  | Runda finałowa            | Runda finałowa            | Runda finałowa            | Runda finałowa            | Runda finałowa            | Runda finałowa            | Runda finałowa            | Runda finałowa            | Runda finałowa            | Runda finałowa            |
|  |              |                          |              |              |              |              |              |  |  |                             |                             |                             |                             |                             |                             |                             |                             |                             |                             |  |  |  |                           |                           |                           |                           |                           |                           |                           |                           |                           |                           |
|  | Nr           | Nazwa zespołu            | Stan         | M1           | M2           | M3           | M4           |  |  | Nr                          | Nazwa zespołu               | Stan                        | M1                          | M2                          | M3                          | M4                          | M5                          | M6                          | M7                          |  |  |  | Nr                        | Nazwa zespołu             | Stan                      | M1                        | M2                        | M3                        | M4                        | M5                        | M6                        | M7                        |
|  |              |                          |              |              |              |              |              |  |  |                             |                             |                             |                             |                             |                             |                             |                             |                             |                             |  |  |  |                           |                           |                           |                           |                           |                           |                           |                           |                           |                           |
|  |              |                          |              |              |              |              |              |  |  |                             |                             |                             |                             |                             |                             |                             |                             |                             |                             |  |  |  |                           |                           |                           |                           |                           |                           |                           |                           |                           |                           |
|  | 1            | Ciarko PBS Bank KH Sanok |              |              |              |              |              |  |  |                             |                             |                             |                             |                             |                             |                             |                             |                             |                             |  |  |  |                           |                           |                           |                           |                           |                           |                           |                           |                           |                           |
|  |              | awans zapewniony         |              |              |              |              |              |  |  | Mecze 1. pary o miejsca 1-4 | Mecze 1. pary o miejsca 1-4 | Mecze 1. pary o miejsca 1-4 | Mecze 1. pary o miejsca 1-4 | Mecze 1. pary o miejsca 1-4 | Mecze 1. pary o miejsca 1-4 | Mecze 1. pary o miejsca 1-4 | Mecze 1. pary o miejsca 1-4 | Mecze 1. pary o miejsca 1-4 | Mecze 1. pary o miejsca 1-4 |  |  |  |                           |                           |                           |                           |                           |                           |                           |                           |                           |                           |
|  |              |                          |              |              |              |              |              |  |  | 1                           | Ciarko PBS Bank KH Sanok    | 2                           | 3                           | 6                           | 4                           | 3                           | 6                           | 1                           |                             |  |  |  |                           |                           |                           |                           |                           |                           |                           |                           |                           |                           |
|  |              |                          |              |              |              |              |              |  |  | 4                           | ComArch Cracovia            | 4                           | 4                           | 3                           | 5                           | 1                           | 7                           | 3                           |                             |  |  |  |                           |                           |                           |                           |                           |                           |                           |                           |                           |                           |
|  | 4            | ComArch Cracovia         | 3            | 3            | 2            | 2            |              |  |  |                             |                             |                             |                             |                             |                             |                             |                             |                             |                             |  |  |  |                           |                           |                           |                           |                           |                           |                           |                           |                           |                           |
|  | 5            | HC GKS Katowice          | 0            | 1            | 1            | 1            |              |  |  |                             |                             |                             |                             |                             |                             |                             |                             |                             |                             |  |  |  | Rywalizacja o mistrzostwo | Rywalizacja o mistrzostwo | Rywalizacja o mistrzostwo | Rywalizacja o mistrzostwo | Rywalizacja o mistrzostwo | Rywalizacja o mistrzostwo | Rywalizacja o mistrzostwo | Rywalizacja o mistrzostwo | Rywalizacja o mistrzostwo | Rywalizacja o mistrzostwo |
|  |              |                          |              |              |              |              |              |  |  |                             |                             |                             |                             |                             |                             |                             |                             |                             |                             |  |  |  | 2                         | JKH GKS Jastrzębie        | 3                         | 2                         | 1                         | 1                         | 5                         | 5                         | 3                         | 2                         |
|  |              |                          |              |              |              |              |              |  |  |                             |                             |                             |                             |                             |                             |                             |                             |                             |                             |  |  |  | 4                         | ComArch Cracovia          | 4                         | 3                         | 2                         | 4                         | 4                         | 0                         | 2                         | 6                         |
|  | 2            | JKH GKS Jastrzębie       | 3            | 7            | 3            | 7            |              |  |  |                             |                             |                             |                             |                             |                             |                             |                             |                             |                             |  |  |  |                           |                           |                           |                           |                           |                           |                           |                           |                           |                           |
|  | 7            | Zagłębie Sosnowiec       | 0            | 0            | 0            | 1            |              |  |  | Mecze 2. pary o miejsca 1-4 | Mecze 2. pary o miejsca 1-4 | Mecze 2. pary o miejsca 1-4 | Mecze 2. pary o miejsca 1-4 | Mecze 2. pary o miejsca 1-4 | Mecze 2. pary o miejsca 1-4 | Mecze 2. pary o miejsca 1-4 | Mecze 2. pary o miejsca 1-4 | Mecze 2. pary o miejsca 1-4 | Mecze 2. pary o miejsca 1-4 |  |  |  |                           |                           |                           |                           |                           |                           |                           |                           |                           |                           |
|  |              |                          |              |              |              |              |              |  |  | 2                           | JKH GKS Jastrzębie          | 4                           | 5                           | 4                           | 3                           | 4                           |                             |                             |                             |  |  |  |                           |                           |                           |                           |                           |                           |                           |                           |                           |                           |
|  |              |                          |              |              |              |              |              |  |  | 3                           | GKS Tychy                   | 0                           | 3                           | 3                           | 2                           | 0                           |                             |                             |                             |  |  |  | Rywalizacja o 3. miejsce  | Rywalizacja o 3. miejsce  | Rywalizacja o 3. miejsce  | Rywalizacja o 3. miejsce  | Rywalizacja o 3. miejsce  | Rywalizacja o 3. miejsce  | Rywalizacja o 3. miejsce  | Rywalizacja o 3. miejsce  | Rywalizacja o 3. miejsce  | Rywalizacja o 3. miejsce  |
|  | 3            | GKS Tychy                | 3            | 4            | 9            | 6            | 2            |  |  |                             |                             |                             |                             |                             |                             |                             |                             |                             |                             |  |  |  | 1                         | Ciarko PBS Bank KH Sanok  | 1                         | 2                         | 2                         | 4                         | 3                         |                           |                           |                           |
|  | 6            | Aksam Unia Oświęcim      | 1            | 5            | 1            | 3            | 1            |  |  |                             |                             |                             |                             |                             |                             |                             |                             |                             |                             |  |  |  | 3                         | GKS Tychy                 | 3                         | 6                         | 3                         | 1                         | 4                         |                           |                           |                           |

Ćwierćfinały
- JKH GKS Jastrzębie – Zagłębie Sosnowiec 3:0 (7:0, 3:0, 7:1)
- GKS Tychy – Aksam Unia Oświęcim 3:1 (4:5 k., 9:1, 6:3, 2:1)
- ComArch Cracovia – HC GKS Katowice 3:0 (3:1, 2:1 k., 2:1 k.)

Półfinały
- Ciarko PBS Bank KH Sanok – ComArch Cracovia 2:4 (3:4 d., 6:3, 4:5, 3:1, 6:7, 1:3)
- JKH GKS Jastrzębie – GKS Tychy 4:0 (5:3. 4:3 k., 3:2 k., 4:0)

O 3. miejsce
- Ciarko PBS Bank KH Sanok – GKS Tychy 1:3 (2:6, 2:3, 4:1, 3:4 k.)

Finał
- JKH GKS Jastrzębie – ComArch Cracovia 3:4 (2:3, 1:2 k., 1:4, 5:4, 5:0, 3:2, 2:6)

### Skład triumfatorów
Skład zdobywcy mistrzostwa Polski – drużyny ComArch Cracovii - w sezonie 2012/2013:
| Sztab szkoleniowy: - Rudolf Roháček – I trener - Andrzej Pasiut – asystent trenera |  | Bramkarze: - Mateusz Kulig - Sebastian Mrugała - Rafał Radziszewski Obrońcy: - Nicolas Besch - Martin Dudáš - Jarosław Kłys - Adrian Kowalówka - Grzegorz Myjak - Patryk Noworyta - Łukasz Sznotala - Sebastian Witowski - Artur Zieliński |  | Napastnicy: - Aron Chmielewski - Tomasz Cieślicki - Petr Dvořák - Josef Fojtík - Grzegorz Horowski - Piotr Kmiecik - Robert Kostecki - Sebastian Kowalówka - Daniel Laszkiewicz – kapitan - Leszek Laszkiewicz - Michał Piotrowski - Łukasz Rutkowski - Damian Słaboń - Patrik Valčák |

### Rywalizacja o miejsca 5-7
Zespoły wyeliminowane w ćwierćfinałach przystąpiły do rywalizacji o miejsca 5-7 w formule rozgrywki każdy z każdym w czasie od 1 do 18 marca. W tym sezonie nie była przewidziana walka o utrzymanie z racji faktu, że zdegradowany został automatycznie zespół z Torunia, który wycofał się z rozgrywek.
- Zagłębie Sosnowiec – HC GKS Katowice 2:7
- Zagłębie Sosnowiec – Aksam Unia Oświęcim 2:6
- Aksam Unia Oświęcim – Zagłębie Sosnowiec 10:0
- Aksam Unia Oświęcim – HC GKS Katowice 4:3 k.
- HC GKS Katowice – Aksam Unia Oświęcim 3:1
- HC GKS Katowice – Zagłębie Sosnowiec 9:1

| Msc. | Zespół              | M | Pkt | W | WPDK | PPDK | P | G + | G - | +/- |
| ---- | ------------------- | - | --- | - | ---- | ---- | - | --- | --- | --- |
| 1    | HC GKS Katowice     | 4 | 10  | 3 | 0    | 1    | 0 | 22  | 8   | +14 |
| 2    | Aksam Unia Oświęcim | 4 | 8   | 2 | 1    | 0    | 1 | 21  | 8   | +13 |
| 3    | Zagłębie Sosnowiec  | 4 | 0   | 0 | 0    | 0    | 4 | 5   | 32  | -27 |

Legenda:

Msc. = lokata w tabeli, M = liczba rozegranych spotkań, Pkt = Liczba zdobytych punktów, W = Liczba meczów wygranych, WPDK = Liczba meczów wygranych po dogrywce lub karnych, PPDK = Liczba meczów przegranych po dogrywce lub karnych, P = Liczba meczów przegranych, G+ = Gole strzelone, G- = Gole stracone, +/- = Bilans bramkowy

## Końcowa kolejność
| Lp. | Drużyna                  | Uwagi                                        |
| --- | ------------------------ | -------------------------------------------- |
| 1.  | ComArch Cracovia         |                                              |
| 2.  | JKH GKS Jastrzębie       | Zdobywca Pucharu Polski edycji 2012/2013     |
| 3.  | GKS Tychy                |                                              |
| 4.  | Ciarko PBS Bank KH Sanok | Obrońca tytułu. Zwycięzca rundy zasadniczej. |
| 5.  | HC GKS Katowice          |                                              |
| 6.  | Aksam Unia Oświęcim      |                                              |
| 7.  | Zagłębie Sosnowiec       |                                              |
| 8.  | Nesta Toruń              | Degradacja do I ligi                         |